# Requiescant
Requiescant (Brasil: Réquiem para Matar) é um filme ítalo-germânico de 1967, do gênero faroeste, dirigido por Carlo Lizzani, com música de Riz Ortolani.

## Sinopse
Um menino sobrevive a um massacre e é adotado por um pastor. Quando adulto, torna-se um pistoleiro que encomenda as almas dos homens que mata.

## Elenco
- Lou Castel ....... Requiescant
- Mark Damon ....... Ferguson
- Pier Paolo Pasolini ....... padre Juan
- Barbara Frey ....... Princy
- Rossana Martini
- Mirella Maravidi ....... Edith
- Franco Citti ....... Burt
- Luisa Baratto ....... Lo
- Ninetto Davoli ....... o trompeteiro
- Nino Musco
- Carlo Palmucci
- Anne Carrer
- Lorenza Guerrieri ....... Marta
- Vittorio Duse
- Ferruccio Viotti ....... Dean Light
- Massimo Sarchielli
- Pier Annibale Danovi
- Giovanni Ivan Scratuglia
- Renato Terra
- Aldo Marianecci